# John Torrington
John Shaw Torrington (1825 — 1 de enero de 1846) fue un suboficial y explorador británico de la Armada Real. Formó parte como fogonero principal de la ahora conocida como expedición perdida de Franklin, una expedición de la Royal Navy para encontrar el paso del Noroeste, una expedición que desapareció misteriosamente, incluyendo al líder, sir John Franklin y toda la tripulación. Su cuerpo perfectamente preservado naturalmente debido a la congelación fue exhumado en 1984, para tratar de determinar la causa de muerte. Fue el mejor ejemplo de cadáver preservado desde el hallazgo del hombre de Tollund descubierto en el año 1950. Las fotografías de su momia fueron ampliamente publicadas e inspiraron música y literatura.

## Expedición paso del Noroeste
Torrington, natural de Mánchester y diecinueve años al unirse a la tripulación, formaba parte de la expedición Franklin para encontrar el paso del Noroeste, una ruta marítima que bordeara Norteamérica por el norte, atravesando el océano Ártico y conectando el estrecho de Davis y el estrecho de Bering. Partieron desde Greenhithe, Inglaterra en dos barcos, el HMS Terror y HMS Erebus, el 19 de mayo de 1845. Se estimaba que el viaje duraría 3 años, así que los barcos fueron suplidos con provisiones que incluían más de 136.000 libras de harina, 3.684 galones de fino alcohol y 33.000 libras de conservas de carne, sopa y vegetales. Sin embargo, nadie volvió a escuchar o a ver la tripulación nuevamente.

## Expediciones de búsqueda
Muchas otras tripulaciones fueron en búsqueda de la expedición perdida de Franklin, pero nada significativo fue descubierto hasta el año 1850, cuando se encontraron unas ruinas en piedra, algunas conservas de comida y 3 tumbas que contenían los cuerpos momificados de Torrington, William Braine y John Hartnell. Torrington aparentemente había muerto unos siete meses después de la partida de la expedición, lo cual conduce a preguntas de porqué estos miembros murieron tan pronto. En 1976, las tumbas fueron reubicadas en la isla Beechey (hoy Nunavut, Canadá), y las lápidas (se presume que son las originales) fueron transferidas al Centro Histórico Príncipe de Gales en Yellowknife. En 1980, el antropólogo Owen Beattie decidió analizar los cuerpos para intentar resolver el misterio.

## Autopsia
Después de asegurarse que los descendientes de parientes de Torrington estuvieran al tanto del plan, el equipo de Beattie comenzó el trabajo el 17 de agosto de 1984. El ataúd de Torrington, enterrado profundamente en la capa de hielo, obligó al equipo del antropólogo Beattie a cavar intensamente para poder llegar a él. Cuando el ataúd fue abierto mostraba cuan bien estaban preservadas las partes externas de Torrington, aparentemente no estaba muy diferente del día que se le inhumó. Para poder descongelar el cuerpo, el equipo decidió verter agua sobre el hielo y así lentamente descongelarlo. Una vez descongelado fue desvestido para poder examinarlo. Tenía un paño azul sobre el rostro, al levantarlo vieron que tenía los ojos entreabiertos y los dientes apretados (en los cuerpos congelados, los labios se retraen dejando a la vista encías y dientes) y que la tela húmeda había teñido de azul frente, nariz y boca. Encontraron que Torrington estaba muy enfermo en el momento de su muerte y tan delgado que podían observarse sus costillas, ya que solo pesaba alrededor de 38,5 kg midiendo 1,62 m. A pesar de ser fogonero, sus manos estaban suaves, sin callos ni durezas, indicando que hacía tiempo que no podía trabajar, cada vez más enfermo y débil. Después de realizar la autopsia y tomar muestras de los tejidos, el equipo se fue para analizar lo que habían descubierto. 
Los tejidos revelaron que el cuerpo de Torrington había sido guardado en el barco mientras su tumba era excavada; en casi todas las áreas significativas se encontró que había ocurrido autólisis y la definición a nivel celular era muy pobre. Su cerebro había desaparecido completamente, dejando solo un "líquido granular amarillo". Los pulmones mostraban cicatrices anteriores por tuberculosis así como signos recientes de neumonía. El análisis de toxicología mostraba altos niveles de plomo en el cabello y las uñas; el equipo concluyó que Torrington había muerto de neumonía, después de sufrir de varias complicaciones en los pulmones, agravadas por un envenenamiento por plomo. El antropólogo Beattie supuso que la fuente del envenenamiento fueron las conservas de comida, que se sellaban en esa época con plomo. Más pruebas realizadas revelaron altos niveles de plomo en los tres cuerpos y algunos concluyeron que esa fue la causa principal para que la expedición fallara. Fueron publicadas fotografías de la momia de Torrington, en su sorprendente estado de conservación, incluyendo la revista People que lo nombró una de las personalidades más importantes de 1984. La fotografía, reimpresa mundialmente, inspiró a James Taylor para escribir la canción "The Frozen Man" y a Iron Maiden la canción "Stranger in the Stranger Land". La poetisa británica Sheenagh Pugh escribió un poema premiado, sobre la exhumación de Torrington y varios autores escribieron libros inspirados en la investigación y fotos. En la serie televisiva de 2018 The Terror sobre la expedición, la enfermedad, muerte y entierro de Torrington se mencionan en el primer episodio.

## Lectura adicional (inglés)
- Beattie, Owen; John Geiger. Frozen In Time: The Fate of The Franklin Expedition (en inglés). Douglas & Macintyre. ISBN 1-55054-616-3.

- Datos: Q3111508